# Nulland
Nulland (Kerkraads: Nullet) is een buurt in Kerkrade, behorend tot de wijk Kerkrade-Oost en zowel aan de west- als de oostkant grenzend aan Duitsland, respectievelijk Aken en Herzogenrath. De naam van de buurt komt van Nieuwland, dat wil zeggen nieuw ontgonnen land.
In de buurt bevindt zich een gedeelte van de Nieuwstraat, een weg die gedeeltelijk over de Duitse grens loopt.
Nulland grenst in het zuiden aan de buurt Bleijerheide. In het noorden bevindt zich Kerkrade-Centrum en de buurt Holz. In het noordwesten bevindt zich de buurt Gracht.
Van afstand is Nulland herkenbaar door de Schacht Nulland, een voormalige schacht van de Domaniale mijn, de oudste kolenmijn in Europa. Naast het schachtgebouw herinnert ook een standbeeld aan het mijnverleden, het Sint-Barbarabeeld dat de patroonheilige van de mijnwerkers afbeeldt. Ten westen van de mijnschacht lag de Steenberg Ham.
Een bijzonder gebouw in Nulland was de H. Maria Gorettikerk. Deze kerk werd gebouwd in 1954 naar een ontwerp van de Kerkraadse architect Jozef Fanchamps. Deze kerk was de eerste ter wereld die toegewijd werd aan de jonge Italiaanse martelares Maria Goretti. Dit gebouw is in 2009 gesloopt. Daarvoor in de plaats is een nieuw appartementen-complex voor senioren annex wijkcentrum gekomen onder de naam "Klèng Nullet". 
Bleijerheide · Chevremont · Eygelshoven · Gracht · Haanrade · Ham · Heilust · Holz · Hopel · Kaalheide · Kaffeberg · Kerkrade-Centrum · Locht · Mucherveld · Nulland · Rolduckerveld · Spekholzerheide · Terwinselen · Vink · Waubacherveld

Limburg: Steden en dorpen      Nederland: Provincies · Gemeenten